# ローグ・ワン/スター・ウォーズ・ストーリー
『ローグ・ワン／スター・ウォーズ・ストーリー』（原題：Rogue One: A Star Wars Story）は、2016年のアメリカのスペースオペラ映画である。ギャレス・エドワーズが監督、ジョン・ノールとゲイリー・ウィッタのストーリーから、クリス・ワイツとトニー・ギルロイが脚本を務めた。主な出演者は、フェリシティ・ジョーンズ、ディエゴ・ルナ、ベン・メンデルソーン、ドニー・イェン、マッツ・ミケルセン、アラン・テュディック。「スター・ウォーズ」アンソロジー・シリーズの第1作目であり、『スター・ウォーズ エピソード4/新たなる希望』（1977年）の前日譚にあたる。
監督のギャレス・エドワーズ曰くタイトルの『ローグ・ワン』には3つの異なる意味が込められている。1つ目は劇中で戦闘中に個人または集団を指す軍隊での「コールサイン」としての意味で、2つ目は実写映画本編から逸脱する「アンソロジー・シリーズ」の第1作品目である本作自体が「Rogue」（「反乱者」）だという意味で、3つ目は主人公のジン・アーソを始めとした「ローグ・ワン」を構成する戦士たちも「Rogue」（「反乱者」）と呼べる者たちという意味である。

## ストーリー
遠い昔、はるか彼方の銀河系で…
銀河全体を掌握しつつあった銀河帝国軍は惑星破壊兵器の初代デス・スターを完成させる。しかし、デス・スター開発の主要人物であるゲイレン・アーソは、妻のライラ・アーソを殺害したオーソン・クレニックをはじめとする帝国軍への復讐のため、デス・スターの重要情報を帝国軍のパイロットのボーディー・ルックに託して脱走させる。ボーディーは惑星ジェダで反帝国勢力「パルチザン」を率いるゲイレンの旧知の仲の戦士であるソウ・ゲレラに面会するが、長年の戦いで疑心暗鬼に陥っていたソウには信用されず、拘束されてしまう。
この情報を掴んだ反乱同盟軍は、ゲイレンの娘であるジン・アーソを利用してソウと接触を図ろうとする。彼女は幼少の頃に父と別れソウに引き取られていたが、数年前に彼と袂を分かった後にリアナ・ハリクと名乗る無法者となり、帝国軍に逮捕されていた。惑星ウォバニで帝国軍の強制収容所へ向かうターボ・タンクで連行されていた彼女は、元帝国軍ドロイドのK-2SOや反乱軍兵士のメルシらに救出され、ヤヴィン第4衛星の反乱軍基地でモン・モスマ議員からてんまつを説明され反乱軍と過激なソウの仲介役を務めるよう要請され、この役目を引き受ける。
反乱軍のスパイであるキャシアン・アンドーと組んだジンは、ソウを探すためジェダの聖なる都であるジェダ・シティへ行き、そこでウィルズの守護者のチアルート・イムウェと元ウィルズの守護者のベイズ・マルバスに出会う。4人は帝国軍とパルチザンの戦闘に巻き込まれ、その最中にキャシアンがジンを助けるためパルチザンのメンバーを射殺したためパルチザンに拘束され、ソウのアジトへ連行される。アジトでソウと再会したジンは、ボーディーが持ってきたゲイレンのメッセージを見る。ゲイレンはデス・スター開発に協力するフリをして構造に致命的な弱点を仕込み、その弱点を記した設計図のデータは帝国軍の建築物データが集約、保管されている惑星スカリフにあることを伝える。その一方、帝国軍はデス・スターのプロジェクトの保安責任者となっていたクレニック長官の指揮の下、ジェダ・シティをスーパーレーザーの試射の標的にしていた。シングル・リアクター（1基のみ）での出力のため、通常より低威力の砲撃であったにもかかわらず、聖なる都一帯は完全に破壊される。ジンたち4人と解放されたボーディーは、K-2の操縦するUウィングで辛くも脱出するが、両足が義足故走れないソウはジンに銀河の未来を託し、崩壊するアジトと運命を共にする。
ボーディーからの情報でゲイレンが惑星イードゥの研究施設にいることを突き止めた一同は、彼を保護するべく現地に向かうが、キャシアンは秘密裏に彼の暗殺を命じられていた。同じ頃、クレニックもデス・スターの指揮官であるターキン総督からの命を受け機密漏洩の主を捜索するためイードゥーの研究所を訪れていた。クレニックは研究員らを呼びつけ、デス・スターの機密を漏らした者が名乗り出なければ全員射殺すると脅迫したためゲイレンが名乗り出るも、クレニックは躊躇せずデス・トルーパーにゲイレン以外の研究員を皆殺しにさせ、自らゲイレンの顔を一発殴る。その一部始終を見ていたキャシアンは、クレニックとゲイレンが接触する隙を狙って狙撃を試みるが引き金を引くことをためらう。折悪く、キャシアンから送られていた情報を元に反乱軍が派遣した攻撃隊が帝国軍への攻撃を開始する。Yウイングの爆弾投下による爆発に巻き込まれたゲイレンは致命傷を負い、駆け付けたジンの腕の中で息絶える。
クレニックはイードゥーを脱出した後、惑星ムスタファーで傷を癒していたダース・ベイダーの城塞に呼びつけられていた。ベイダーはジェダの一件が既に帝国元老院に対し”事故”として報告されており、ゲイレンがデス・スターに施した致命的な弱点に対する懸念を口にした。保身を図るクレニックに対し、ベイダーはフォース・グリップによる恫喝を加え、任務の完遂を命じる。その一方、帝国軍の貨物シャトルを奪取してヤヴィン第4衛星に仲間たちと帰還したジンは、デス・スターの脅威を報告し惑星スカリフへの攻撃を反乱軍の評議会に進言するが、降伏を主張する者やジンやボーディーの出自から情報の真偽を疑う者が異議を唱えたため、モスマ議員は評議会の承認が得られないと実行できないという理由で申請を却下せざるを得なくなる。家族を苦しめた帝国軍に一矢報いたいジンに対し、ゲイレンに恩のあるボーディー、故郷ジェダを焼かれたチアルートとベイズ、そしてキャシアンとK-2をはじめとする特殊部隊の面々が協力を申し出る。無断で帝国軍の貨物シャトルに乗り込み、出撃しようとする彼らに対して管制塔はコールサインを問いかけ、ボーディーはとっさに反乱者たちで構成された自身たちを指して「ローグ・ワン」と名乗る。
惑星全体がエネルギー・シールドで囲まれていて、ただ一つのシールドゲートでしか入れないスカリフに着陸したローグ・ワンの戦士たちは、巨大なデータ保管庫であるシタデル・タワー内への侵入を試みるジン、キャシアン、K-2のチームと、侵入を支援する陽動作戦チームに分かれて行動を開始する。スカリフでの戦闘行為を把握したヤヴィン第4衛星では、ラダス提督率いる反乱軍艦隊が評議会の決定を無視して独断で出撃し、ヤヴィン第4衛星の反乱軍基地に残っていた攻撃隊もスカリフへの出撃を迫られる。クローン戦争以来の大規模な戦争が避けられないと悟ったベイル・オーガナ議員は旧友のオビ＝ワン・ケノービに助けを求めるべく特使を送り出し、自身は惑星オルデランへと出発する。K-2はエネルギー・シールドを破壊しなければデータサイズの大きいデス・スターの設計図を反乱軍艦隊に送信することは不可能だと知り、キャシアンはボーディーに帝国軍の通信システムを乗っ取って反乱軍艦隊にこの事実を伝えるよう命じる。ベイダーとの面会後、更なるゲイレンに関する記録の調査のためにスカリフを訪れていたクレニックは、自身の護衛であるデス・トルーパーをも戦線に投入し、自らは僅か二名のデス・トルーパーを率いてタワー内への侵入者を追う。
数で劣るローグ・ワンと反乱軍艦隊は次第に追い詰められていく。ストームトルーパーと戦ったK-2は彼らに破壊され、キャシアンもクレニックに撃たれ、戦線を離脱。通信システムを巡る一連の戦闘で、通信ケーブルを繋いだボーディー、起動スイッチを押したチアルート、陽動作戦のチームを守って戦ったベイズらも相次いで死亡する。彼らの犠牲によってもたらされた情報を元に、反乱軍艦隊はシールドゲートへの強攻を開始し、遂に破壊に成功する。タワー屋上の送信アンテナの近くにたどり着いたジンは設計図のデータを送信しようとするが、手勢を失いながらも単身追撃してきたクレニックに追い詰められる。しかし辛うじて追いついたキャシアンの銃撃でクレニックは倒れ、ジンとキャシアンはデータを送信した後タワーから退避する。
だがその頃、デス・スターが惑星スカリフの軌道上に接近していた。ターキン総督はシングル・リアクターのスーパーレーザーをタワー周辺に撃ち込むよう命令する。スーパーレーザー砲の直撃を浴びたタワーはクレニックを巻き込んで壊滅し、ジンとキャシアンもまた自分たちがデス・スターの設計図という「希望」を残したことを確信しつつ爆風に飲み込まれる。設計図のデータを受信し離脱を図る反乱軍艦隊の前には、ベイダーの旗艦スター・デストロイヤー＜デバステーター＞が立ちはだかる。自らセンチネル級ランディング・クラフトで反乱軍旗艦に殴り込み、ライトセーバーとフォースを縦横無尽に操る彼の魔の手を逃れた設計図のデータが入ったディスクは、反乱軍兵士たちの手から手へと渡され、偶然ラダス艦隊の旗艦に接舷されていた＜タンティヴIV＞に移される。
＜タンティヴIV＞の船内で最後に設計図のデータが入ったディスクを手渡されたのは、ベイル議員の娘である反乱軍の特使レイア・オーガナ姫であった。多くの犠牲を賭して手に入れたこのディスクこそが「希望です」と語るレイアを乗せ、＜タンティヴIV＞はハイパースペースへとジャンプした。

## キャスト
※括弧内は日本語吹き替え
- ジン・アーソ - フェリシティ・ジョーンズ（渋谷はるか）
- キャシアン・アンドー - ディエゴ・ルナ（加瀬康之）
- K-2SO（英語版） - アラン・テュディック（野中秀哲）
- チアルート・イムウェ - ドニー・イェン（根本泰彦）
- ベイズ・マルバス - チアン・ウェン（北川勝博）
- オーソン・クレニック（英語版） - ベン・メンデルソーン（三上哲）
- ターキン総督 - ガイ・ヘンリー（演技・声） / ピーター・カッシング（CG・アーカイブ映像）（伊藤和晃）
- ソウ・ゲレラ - フォレスト・ウィテカー（立木文彦）
- ボーディー・ルック（英語版） - リズ・アーメッド（桐本拓哉）
- ゲイレン・アーソ - マッツ・ミケルセン（田中正彦）
- ベイル・オーガナ - ジミー・スミッツ（てらそままさき）
- ドレイヴン将軍 - アリステア・ペトリー（英語版）（広瀬彰勇）
- モン・モスマ - ジュヌヴィエーヴ・オライリー（英語版） （さとうあい）
- メリック将軍（ブルー・リーダー） - ベン・ダニエルズ（星野充昭）
- ラダス提督 - ポール・ケイシー（演）＆ステファン・スタントン（声）（樋浦勉）
- ドドンナ将軍 - イアン・マッケルヒニー（秋元羊介）
- ヴァスパー議員 - ファレス・ファレス
- ジェベル議員 - ジョナサン・アリス （金尾哲夫）
- パムロ議員 - シャロン・ダンカン・ブルースター
- ダース・ベイダー - スペンサー・ワイルディング（演）＆ダニエル・ナプラス（演）＆ジェームズ・アール・ジョーンズ（声）（楠大典）
- レイア姫 - イングヴィルド・デイラ（演技） / キャリー・フィッシャー（CG・ストック・フッテージ）（川庄美雪）
- C-3PO - アンソニー・ダニエルズ （岩崎ひろし）
- ライラ・アーソ - ヴァリーン・ケイン（英語版）（林真里花）
- 幼少期のジン - ボー・ガズドン（大川春菜）
- より幼少のジン - ドリー・ガズドン
- メルシ軍曹 - ダンカン・パウ（ふくまつ進紗）
- トンク伍長 - ジョーダン・ステファンズ（野口雄介）
- セフラ中尉 - バボー・シーセイ
- トゥー・チューブス - エイダン・クック
- ティヴィック - ダニエル・メイズ
- ハースト・ロモディ将軍 - アンディ・デ・ラ・トゥーア
- プテロ大佐 - トニー・ピッツ
- ヴァネー - マーティン・ゴードン
- 反乱軍技師 - エリック・マクレナン
- 反乱軍技師 - ロビン・ピアース
- 灰色の反乱軍（ジャヴ・メフラン）　- フランシス・マギー
- 反乱軍MP - ブロンソン・ウェッブ
- アンティリーズ船長 - ティム・ベックマン
- ブルー3（ジャルディーン・ジェラムス） - ジェラルディン・ジェームズ
- ブルー4（バリオン・レイナー） - アリヨン・バカーレ
- ブルー5（ファーンズ・マンスビー） - サイモン・ファーナビー
- レッド・リーダー（ガーヴェン・“デイヴ”・ドレイス） - ドリュー・ヘンレイ（ストック・フッテージ）
- ゴールド・リーダー（ジョン・“ダッチ”・ヴァンダー） - アンガス・マッキネス（声・ストック・フッテージ）
- ゴールド9（ウォーナ・ゴバン） - ギャビー・ウォン
- レッド12 - リチャード・グローバー
- ブルー8（ヘフ・トバー） - トビー・ヘファーマン
- ラムダ将軍 - リチャード・カニングハム
- アデマ中尉 - ジャック・ロス
- ゴーリン提督 - マイケル・ゴールド
- カシード中尉 - ルーファス・ライト
- コルシン将軍 - マイケル・シェファー
- フロッブ少尉 - ジェフ・ベル
- バステーレン兵卒 - ジェームス・ハークネス
- パオ - デレク・アーノルド（宮崎敦吉）
- ロストック伍長 - マット・リピー
- ビスタン - ニック・ケリントン
- シールド・ゲート士官 - マイケル・ナードン
- 帝国護衛ドロイド - ネイサン・プラント
- オルデラニアン護衛兵 - クリストファー・パトリック・ノーラン
- Dr.エヴァザン - マイケル・スマイリー
- ウィーティーフ・シユビー - ワーウィック・デイヴィス
- L-1 - ディー・テイルズ
- ジェダ給仕 - ラス・ベル
- ジェダ給仕 - メイ・ベル
- ハンマーヘッドの船長（ケイドー・オクォーネ） - アンガス・ライト
- ブロッケード・ランナー・パイロット - キース・ダンフィー
- 技師 - アラン・ラシュトン
- 技師（エイムズ・ウラヴァン） - ロバート・ベネデッティ＝ホール
- 技師（シロー・アルゴーン） - リチャード・フランクリン
- 技師 - ウェストン・ギャビン
- 技師 - ニック・ホッブズ
- デス・スター砲手 - ライアン・ジョンソン、ラム・バーグマン
- R2-D2 - ジミー・ヴィー
- ポンダ・バーバ -
- ウェッジ・アンティリーズ - デイビット・アンクラム（声）
- フイカ・シリュウ - 長井シーナ志保子
- 帝国軍士官 - ジェレミー・ブロック
- 反乱軍兵士 - ギャレス・エドワーズ

## スタッフ
- 監督：ギャレス・エドワーズ
- 脚本：クリス・ワイツ、トニー・ギルロイ
- 原作：『スター・ウォーズ』(ジョージ・ルーカス)
- 原案：ジョン・ノール、ゲイリー・ウィッタ
- 製作：キャスリーン・ケネディ
- 製作総指揮： サイモン・エマニュエル、ジョン・ノール、ジェイソン・マクガトリン、アリソン・シェアマー
- 音楽： マイケル・ジアッチーノ
- 撮影：グリーグ・フレイザー
- 編集：ジャベス・オルセン
- 日本版スタッフ
  - 吹替版演出：清水洋史
  - 吹替版翻訳：平田勝茂

## 製作

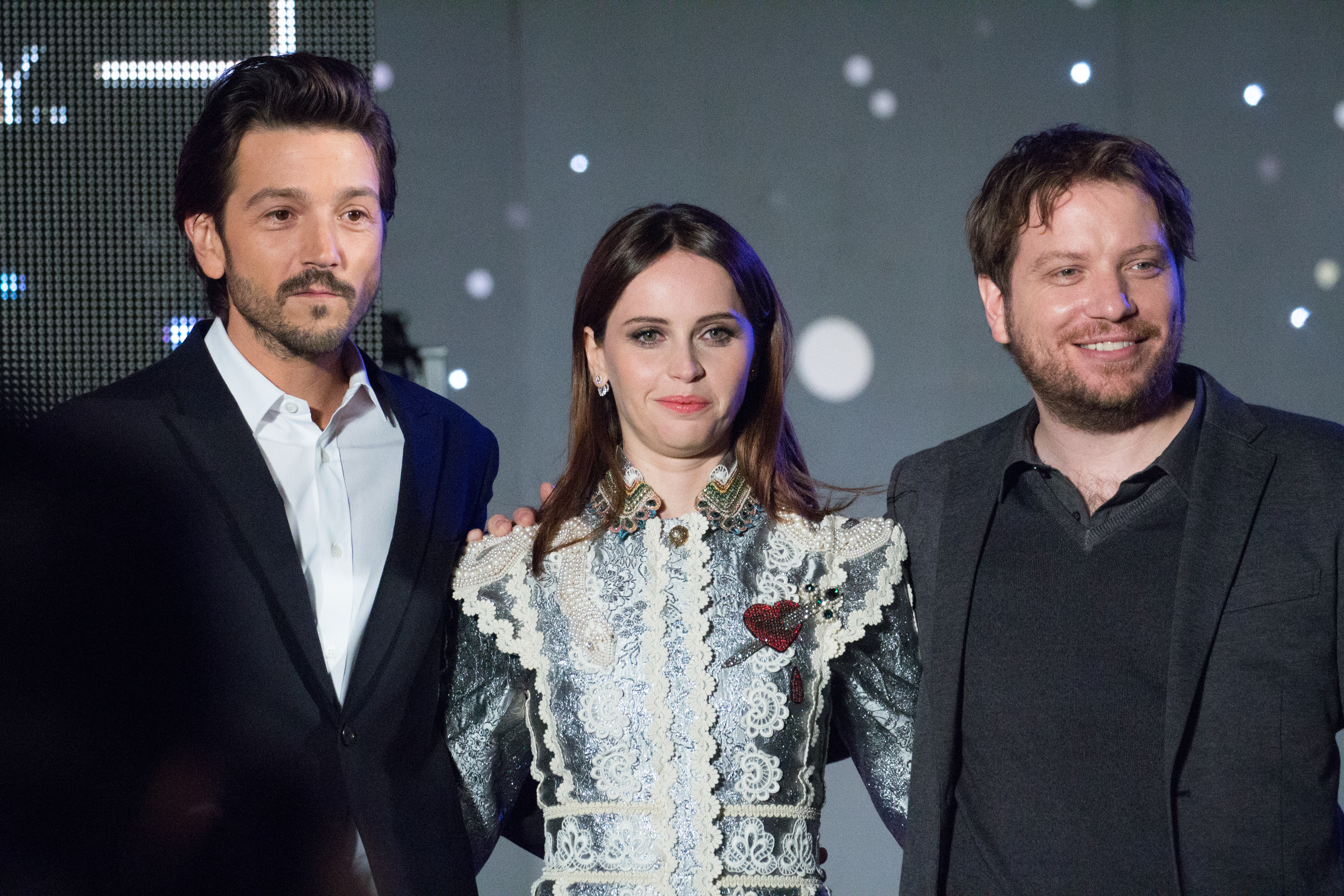
ジャパン・プレミアに出席するディエゴ・ルナ、フェリシティ・ジョーンズ、ギャレス・エドワーズ

2013年2月、ウォルト・ディズニー・カンパニーのCEOであるボブ・アイガーは、それぞれローレンス・カスダンとサイモン・キンバーグが脚本を執筆した2つの単発映画企画の存在を明かした。2月6日、『エンターテインメント・ウィークリー』はルーカスフィルムがハン・ソロとボバ・フェットをフィーチャーした2つの映画に取り組んでいることを報じた。ディズニーCFOのジェイ・ラズロはこの単発映画がオリジンストーリーであると説明した。キャスリーン・ケネディによると単発映画は新三部作とはクロスオーバーせず、「ジョージはそれがどのように機能するかについて確信を持っていた。
『スターウォーズ』サーガは彼が想像したカノン（正史）だ。今のところ、『エピソード7』はそのカノンの中に入る。スピンオフ映画などは彼が作った壮大な世界の中に存在する。（単発映画出身の）キャラクターがサーガ・エピソードに出入りすることはない。つまり、創造的な見地からいうなら、それはジョージがかなり明白にした計画表である」と述べた。
2014年5月、ギャレス・エドワーズが1本目の単発映画を監督し、2016年12月16日に公開され、ゲイリー・ウィッタが脚本を書く事が発表された。2014年10月、グリーグ・フレイザーが撮影監督を務めることが発表された。2015年1月、ウィッタは作業を終え、プロジェクトを離れたことが明かされた。後任にはサイモン・キンバーグが浮上したが、月末、クリス・ワイツと脚本契約を交わしたことが発表された。2015年3月、タイトルの一部が『Rogue One』であることが発表された。さらに同月、アレクサンドル・デスプラが作曲することが明かされた。
2015年4月16日から4月19日にアメリカのカリフォルニア州アナハイムで開催された「スター･ウォーズ セレブレーションアナハイム」で、単発映画は『スター・ウォーズ・アンソロジー』のレーベルの下で公開されることが発表された。また同時に本作の時系列は『エピソード3/シスの復讐』と『エピソード4/新たなる希望』の間であり、『エピソード4/新たなる希望』に近い時期であることが明かされた。2015年8月のD23エキスポにてディズニーは、タイトルが『Rogue One: A Star Wars Story』に変更されたことを明かした。
撮影には6KデジタルカメラArri Alexa 65にウルトラ・パナビジョン70で用いるPanavision APO Panatar Lensesを装着して行われる。

### キャスティング
2015年1月、『ハリウッド・リポーター』はタチアナ・マスラニー、ルーニー・マーラ、フェリシティ・ジョーンズらを含む多数の女優が主役のテストを受けたことを報じた。また後にマーラの姉のケイト・マーラもスクリーンテストを受けた。2015年2月、ジョーンズへの最終交渉が行われ、アーロン・ポールとエドガー・ラミレスが男性主人公の候補となっていることが明かされた。2015年3月、ジョーンズがキャストの1人となったことが発表された。2015年3月25日、『Deadline.com』はベン・メンデルソーンが主演の噂があると語り、4月23日、TheWrapはサム・クラフリンが候補に上がり、リズ・アーメッドとの出演交渉も行われていることを報じた。2015年5月13日、メンデルソーン、アーメッド、ディエゴ・ルナが主要キャストに加わった。2015年6月15日、フォレスト・ウィテカーが更にキャストに加わった。2015年7月、ベイダーが本作に登場するも、ただしメインの悪役にはならないという噂が報じられた。2015年7月27日、ジョナサン・アリスがジェベル議員役でキャストに加わった。そして2015年8月15日には、ジョーンズ、アーメッド、ルナと、新たにドニー・イェン、チアン・ウェンを加えたメンバーが一堂に会するスチルが発表され、併せてアラン・テュディックとマッツ・ミケルセンの参加も公表された。同月末には、既に故人であるピーター・カッシングが『エピソード4/新たなる希望』で演じたターキン総督がCGI処理で本作に登場することが報じられた。

### 撮影
主要撮影は2015年8月上旬にノースロンドンで始まった。

## 評価

### 受賞
| 年   | 映画賞                      | 賞                       | 対象 | 結果       | 出典   |
| ---- | --------------------------- | ------------------------ | ---- | ---------- | ------ |
| 2017 | 第21回美術監督組合（ADC賞） | ファンタジー映画部門     |      | 未決定     | [ 32 ] |
| 2017 | 第15回視覚効果協会賞        | 長編実写映画・視覚効果賞 |      | 未決定     | [ 33 ] |
| 2017 | 第89回アカデミー賞          | 視覚効果賞               |      | ノミネート |        |
| 2017 | 第89回アカデミー賞          | 録音賞                   |      | ノミネート |        |

## その他

### カメオ出演
- ソウ・ゲレラのパルチザンのメンバーの、小柄なエイリアンであるウィーティーフ・シユビー役で、本シリーズではおなじみの俳優であるワーウィック・デイヴィスが出演している[34]。
- 帝国軍士官役で、本シリーズの旧三部作（『スター・ウォーズ エピソード5/帝国の逆襲』、『スター・ウォーズ エピソード6/ジェダイの帰還』）でボバ・フェットを演じたジェレミー・ブロックが出演している[34]。
- デス・スター砲手役で、本シリーズの実写映画本編の『エピソード8』に当たる『スター・ウォーズ/最後のジェダイ』の監督であるライアン・ジョンソンと、同作のプロデューサーであるラム・バーグマンが出演している[34]。
- ヤヴィン第4衛星の反乱軍基地で、反乱軍のアストロメク・ドロイドとして、3DCGテレビアニメの『スター・ウォーズ 反乱者たち』のC1-10P(チョッパー)が登場している[35]。
- スカリフの戦いの最中に、帝国軍の貨物シャトルの船内にボーディーと共にいたストーダン・トンク伍長役で、ジョーダン・ステファンズが出演している[34]。
- ベイダーの追撃を逃れてタンティブⅣの船内の通路を走り、タンティブⅣを発進させる際にレバーを引く反乱軍兵士役で、ギャレス・エドワーズが出演している[34]。
- 反乱同盟軍にスカリフへの出発をアナウンスするウェッジ・アンティリーズの声はデイビット・アンクラムが演じている[36]。アンクラムは『エピソード4/新たなる希望』にてウェッジ・アンティリーズの声を演じた人物である[37]。
- 声の出演としてサム・ウィットワーとデイビット・W・コリンズが出演している[38]。

### トリビア
- アーソ家の農場のキッチンに置いてあった飲み物は、『エピソード4/新たなる希望』においてラーズ家で飲まれていたブルーミルクである[34]。
- ジェダ・シティの露店通りでジンの肩がぶつかって文句を言ってきたのは、『エピソード4/新たなる希望』においてモス・アイズリー宇宙港の酒場でルークに絡んできたドクター・エヴァザンと、ポンダ・バーバである[34]。
- ソウのアジトの壁に、ギャレス・エドワーズの監督作品である『GODZILLA ゴジラ』に登場するゴジラと『モンスターズ/地球外生命体』のキャラクターが描かれている。これは本作のスタッフがギャレスに対して行ったドッキリで、彼は撮影中に気づいた[39][40]。
- 本作に登場したベイダーの城塞は、『スター・ウォーズ エピソード5/帝国の逆襲』の初期製作段階でラルフ・マクウォーリー（英語版）が描いたスケッチに触発されデザインされた[41][42]。
- レッド・リーダーとゴールド・リーダーの登場シーンは、『エピソード4/新たなる希望』で使用されなかったフィルムをILMが切り取り、本作のXウイングに貼り付けることで実現した[43]。レッド・リーダーを演じたドリュー・ヘンレイは2016年2月14日に死去しており、没後に出演した映画となった。ゴールド・リーダーを演じたアンガス・マッキネスは、新たな音声の収録も行っている[44]。
- 本作に登場したブルー中隊は『エピソード4/新たなる希望』制作段階において、反乱同盟軍でのルークの所属部隊となる予定であった。しかし、Xウィングの機体にあるブルーのラインがブルーバック合成では消えてしまうため没になり、レッド中隊に変更された経緯がある[41]。
- 本作に登場した人物の名前は、レジェンズで同じ役割を担った人物の名前と酷似している。ジン・アーソ、キャシアン・アンドーは『スター・ウォーズ ダークフォース』に登場したジャン・オース、カイル・カターンと名前が似ており、デス・スターの設計図を盗んだという点で役割が一致している。メリック将軍は『スター・ウォーズ レベルアサルト』に登場したメリック・シムズと名前が一部共通しており、共にブルー・リーダーである[45]。
- 本作に登場したデス・トルーパーのコスチュームはどれも身長6フィート（約183cm）以上で作られており、一方ストームトルーパーのコスチュームは誰でも着られるようにどれも身長5フィート9インチ（約175cm）程度で作られている[46]。
- 本作では、3DCGテレビアニメの『反乱者たち』で初登場したゴーストやハンマーヘッド・コルベットといった船が登場し、C1-10P(チョッパー)がカメオ出演している他、台詞として「VCX-100」や「カラバスト」、「シンドゥーラ将軍」が登場する[35]。一方、『反乱者たち』では本作で初登場したデス・トルーパーやUウィング、コンバット・アサルト・タンクがシーズン3以降に登場する。
- チアルート・イムウェ役のドニー・イェンは、自ら盲目のアイディアを提案して採用された[47]。また、本作での自身のアクションシーンの立ち回りも考案している[48]。